# Xã Ash Grove, Quận Franklin, Nebraska
Xã Ash Grove (tiếng Anh: Ash Grove Township) là một xã thuộc quận Franklin, tiểu bang Nebraska, Hoa Kỳ. Năm 2010, dân số của xã này là 108 người.